# María
|  | Aquest article tracta sobre el municipi andalús. Vegeu-ne altres significats a «Maria (desambiguació)». |

María és una localitat de la província d'Almeria, Andalusia. L'any 2010 tenia 1.455 habitants. La seva extensió superficial és de 225 km² i té una densitat de 6,47 hab/km². Les seves coordenades geogràfiques són 37° 42′ N, 2° 09′ O. Està situada a una altitud de 1.194 metres i a 185 quilòmetres de la capital de la província, Almeria.

## Demografia
| 1996  | 1998  | 1999  | 2000  | 2001  | 2002  | 2003  | 2004  | 2005  | 2006  | 2007  | 2008  | 2009  | 2010  |
| ----- | ----- | ----- | ----- | ----- | ----- | ----- | ----- | ----- | ----- | ----- | ----- | ----- | ----- |
| 1.658 | 1.635 | 1.685 | 1.654 | 1.643 | 1.634 | 1.595 | 1.575 | 1.565 | 1.532 | 1.504 | 1.484 | 1.464 | 1.455 |